# Elisabeth Åsbrink
Elisabeth Katherine Åsbrink Jakobsen (ur. 29 kwietnia 1965 roku w Göteborgu) – szwedzka pisarka, dziennikarka radiowa i telewizyjna, dramatopisarka. 

## Życiorys
Jej ojciec, György Fenyö, był Węgrem pochodzenia żydowskiego, który w 1956 roku uciekł do Szwecji. Jego rodzina została zamordowana w Holocauście.
W latach 2000–2015 pracowała jako redaktorka i dziennikarka śledcza Szwedzkiej Telewizji. Od 1999 roku wyprodukowała kilkadziesiąt programów dla Szwedzkiego Radia.
Mieszka w Kopenhadze i w Sztokholmie.

## Twórczość
W 2012 roku zadebiutowała jako dramatopisarka sztuką RÄLS, opartą na autentycznych historiach żydowskich dzieci wysłanych w czasie II wojny światowej do Szwecji.
Jej książka 1947. Świat zaczyna się teraz została przetłumaczona na 19 języków.

### Lista publikacji
- Smärtpunkten: Lars Norén, pjäsen Sju tre och morden i Malexander. Stockholm: Natur & Kultur. 2009. Polskie wydanie: Czuły punkt: teatr, naziści i zbrodnia. tłum. Irena Kowadło-Przedmojska, Wydawnictwo Czarne, 2014. ISBN 978-83-7536-691-4
- Bläck: tatueringar, hud, minnen. Stockholm: Natur & Kultur. 2010.
- Och i Wienerwald står träden kvar. Stockholm: Natur & Kultur. 2011. Polskie wydanie: W lesie wiedeńskim wciąż szumią drzewa. tłum. Irena Kowadło-Przedmojska, Wydawnictwo Czarne, 2013. ISBN 978-83-7536-506-1
- Anna Odell. Stockholm: Orosdi-Back 2015.
- 1947. Stockholm: Natur & Kultur, 2016. Polskie wydanie: 1947. Świat zaczyna się teraz. tłum. Natalia Kołaczek. Wydawnictwo Poznańskie, 2017. ISBN 978-83-7976-771-7
- Orden som formade Sverige. Stockholm: Natur & Kultur, 2018. Polskie wydanie: Made in Sweden: 60 słów, które stworzyły naród. tłum. Natalia Kołaczek. Wielka Litera, 2019. ISBN 978-83-8032-352-0

## Nagrody
- 2010 - Stypendium Jarla Alfrediusa (Jarl Alfredius stipendium)
- 2011 - Nagroda Augusta w kategorii literatura faktu za W lesie wiedeńskim wciąż szumią drzewa
- 2013 - Nagroda kulturalna Funduszu Duńsko-Szwedzkiego (Dansk-svensk kulturfondens kulturpris) za W lesie wiedeńskim wciąż szumią drzewa
- 2014 - Nagroda im. Ryszarda Kapuścińskiego za W lesie wiedeńskim wciąż szumią drzewa
- 2017 - Pióro Wolności Torgny'ego Segerstedtsa (Torgny Segerstedts Frihetspenna)